# Tay Garnett
Pour les articles homonymes, voir Garnett.
Tay Garnett, né le 13 juin 1894 et mort le 3 octobre 1977, est un réalisateur, scénariste, producteur, acteur et compositeur américain. Il est tantôt considéré comme une « personnalité négligeable » (Georges Sadoul), tantôt comme un « metteur en scène énergique, direct, sachant conter des histoires pleines de santé, de gaieté, de saveur » (Jean George Auriol).
Il fut le premier époux de Patsy Ruth Miller de 1929 à 1933, puis l'époux de de Mari Aldon de 1953 à sa mort.

## Biographie
Réalisateur, scénariste et producteur de cinéma, Tay Garnett nait à Santa Ana, près de Los Angeles, le 13 juin 1894. Étudiant à la Polytechnic High School de la « Cité des Anges », puis à l'Institut supérieur de technologie (MTT) du Massachusetts le jeune homme, bien que trop petit pour être footballeur, est également un gymnaste accompli ; passionné par le vaudeville, il mettra ses capacités physiques au service d'une troupe d'acrobates itinérante.

### Le goût de la comédie
Lors de l'entrée en guerre des États-Unis, le 2 avril 1917, Garnett s'engage dans la Marine et est instructeur de pilotes pour le Naval Air Service à San Diego entre 1917 et 1922,; blessé lors d'un crash, il hérite d'une claudication permanente et se retrouve chargé d'organiser des spectacles pour les troupes. Puisant dans son amour du vaudeville comique, il conçoit des enchainements de gags burlesques dont la qualité attire l'attention du producteur indépendant Alan Holubar (1888-1923). Son biographe Christian Viviani dit à propos de son goût pour la comédie : « Garnett a donné le meilleur de lui-même dans le registre du mélodrame et dans celui de la comédie, ou à la frontière des deux avec cet étonnant mélodrame rigolard qu'est Seven Sinners ». Dégagé de ses obligations militaires en 1922, Garnett est alors engagé comme scénariste sur Broken Chains (un western) et Slander the Woman (une aventure romantique).
Fort de cette première expérience cinématographique, il rejoint l'équipe des studios Hal Roach, une des figures marquantes du burlesque américain, et écrit des gags pour Charley Case, Will Rogers ; après une période de dur labeur, Garnett atterrit naturellement sous la direction de l'autre grand de la comédie, Mack Sennett, ; entre 1924 et 1926, il collabore avec Hal Conklin, Vernon Smith ou Frank Capra sur des scripts destinés aux comiques maisons : Harry Langdon, Ben Turpin, Slim Summerville ou encore Stan Laurel.

### Du muet au parlant
En 1926, il signe un contrat de sept ans en tant que scénariste pour les studios Cecil B. DeMille, alors sous pavillon Pathé ; ses premières signatures ont pour titre Cruise of the Jasper B, White Cold, Power, ou encore Skyscraper. Attiré par la réalisation, Garnett saisit l'occasion d'une défection pour prendre les rênes de Celebrity, l'adaptation à succès de Broadway ; le succès du film lui permet d'enchaîner sur Tragédie Foraine, qui bénéficie, en cours de tournage, de l'arrivée du parlant.
Après six autres titres pour Pathé, Tay Garnett signe pour Universal l'un des succès de l'année 1932, Okay, America!, la même année, il est « prêté » à la Warner Bros pour signer Voyage sans retour, Oscar du meilleur scénario original.

### Abonné au succès

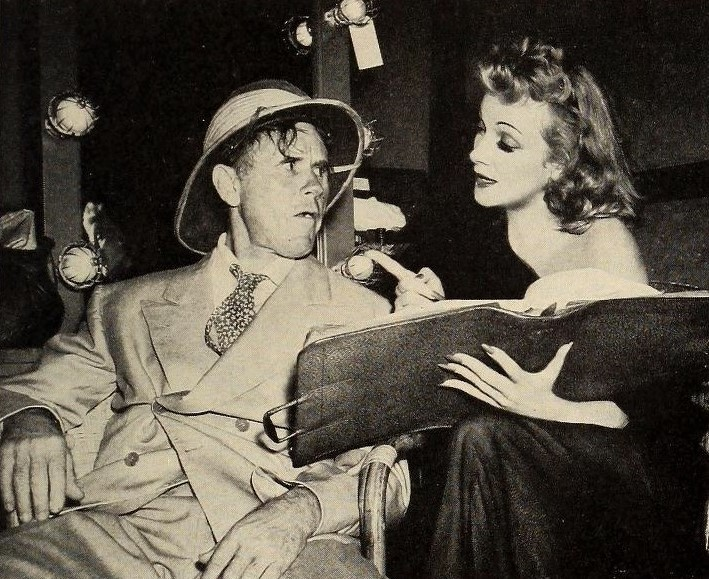
Tay Garnett et Marlene Dietrich en 1940.

De retour dans le giron d'Universal, Garnett remporte de nouveau la mise avec La Malle de Singapour (1935), comédie tonitruante interprétée par Clark Gable, Wallace Beery et Jean Harlow. En 1937, le cinéaste rejoint le producteur indépendant Walter Wanger, et achète ainsi la liberté de faire des films de son choix ; leur collaboration dura trois ans et donnera quelques comédies enlevées telles Stand-In, La Femme aux cigarettes blondes, et Divorcé malgré lui.
1940 marque le grand succès de La maison des sept péchés, interprété par John Wayne et Marlene Dietrich. En 1943, Garnett signe deux films de guerre extrêmement populaires pour la Metro-Goldwyn-Mayer : Bataan et La Croix de Lorraine ; le cinéaste continuera de caracoler en tête du box office avec Madame Parkington (1944), et La Vallée du jugement (1945).
Après Le facteur sonne toujours deux fois, Tay Garnett quitte la MGM et sa carrière ne fait alors que décliner, passant d'un studio à l'autre sur des films de commande sans grand intérêt, Garnett retrouve un peu de sa prestance sur le thriller Jour de terreur (1951) avant de se tourner, à partir de 1953, vers la télé (Les Incorruptibles, Rawhide, Bonnaza,) jusqu'au milieu des années 1960. Durant ces années il se remet également à l'écriture (il avait écrit un roman, Man Laughs Back en 1935, recueillant les confidences de quelques « grands » du cinéma international, de Capra à Fellini, pour un livre, Un siècle de cinéma, qui sera publié après sa mort, puis écrit en 1973 une autobiographie : Light Yout Torches and Pull Up Your Tights (littéralement: « Allumez vos torches et remontez vos collants »),.
Il signe encore trois films entre 1970 et 1975 en Alaska, avant de mourir de leucémie, le 3 octobre 1977, en Californie. Tay Garnet possède son étoile sur la fameuse Walk of Fame au 6556 Hollywood Boulevard.

## Filmographie

### Comme réalisateur

#### Cinéma
- 1924 : Fast Black
- 1925 : Riders of the Kitchen Range
- 1925 : All Wool
- 1928 : Célébrité (Celebrity)
- 1928 : Tragédie Foraine (The Spieler)
- 1929 : The Flying Fool
- 1929 : Oh, Yeah!
- 1930 : Officer O'Brien
- 1930 : Son homme (Her Man)
- 1931 : Prestige (Bad Company)
- 1932 : Okay, America!
- 1932 : Voyage sans retour (One Way Passage)
- 1933 : SOS Iceberg
- 1933 : Destination inconnue (Destination Unknown)
- 1935 : La Malle de Singapour (China Seas)
- 1935 : Gosse de riche (She Couldn't Take It)
- 1935 : Professional Soldier
- 1937 : L'Amour en première page (Love Is News)
- 1937 : Le Dernier négrier (Slave Ship)
- 1937 : Monsieur Dood part pour Hollywood (Stand-In)
- 1938 : Quelle joie de vivre (Joy of living)
- 1938 : La Femme aux cigarettes blondes (Trade Winds)
- 1939 : Divorcé malgré lui (Eternally Yours)
- 1939 : Le Poignard mystérieux (Slightly Honorable)
- 1940 : La Maison des sept péchés (Seven Sinners)
- 1941 : Cheers for Miss Bishop
- 1942 : Mon espion favori (My Favorite Spy)
- 1943 : Bataan
- 1943 : La Croix de Lorraine (The Cross of Lorraine)
- 1944 : Madame Parkington (Mrs. Parkington)
- 1945 : La Vallée du jugement (The Valley of Decision)
- 1946 : Le facteur sonne toujours deux fois (The Postman Always Rings Twice)
- 1947 : Les Corsaires de la terre (Wild Harvest)
- 1949 : Un Yankee à la cour du roi Arthur (A Connecticut Yankee in King Arthur's Court)
- 1950 : Les Rois de la piste
- 1951 : Trois Troupiers (Soldiers Three)
- 1951 : Jour de terreur
- 1952 : Une minute avant l'heure H (One Minute to Zero)
- 1953 : Main Street to Broadway
- 1954 : Le Serment du chevalier noir (The Black Knight)
- 1956 : Les Sept merveilles du monde (Seven Wonders of the World)
- 1960 : Les Combattants de la nuit (A Terrible Beauty)
- 1963 : Les Ranchers du Wyoming (Cattle King)
- 1970 : The Delta Factor
- 1975 : Challenge to Be Free
- 1975 : Timber Tramps

#### Télévision
- 1952 : Four Star Playhouse (série télévisée)
- 1953 : Letter to Loretta (série télévisée)
- 1957 : La Grande Caravane (Wagon Train) (série télévisée)
- 1959 : Riverboat (série télévisée)
- 1959 : Laramie (Laramie) (série télévisée)
- 1960 : The Tall Man (série télévisée)
- 1961 : 87th Precinct (série télévisée)
- 1961 : Frontier Circus (en) (série télévisée)
- 1962 : Rawhide (série télévisée)
- 1962 : The Beachcomber (série télévisée)
- 1962 : The New Loretta Young Show (série télévisée)
- 1965 : Ne mangez pas les marguerites (Please Don't Eat the Daisies) (série télévisée)

### Comme scénariste
- 1922 : Broken Chains
- 1922 : The Hottentot
- 1924 : Don't Park There
- 1924 : Galloping Bungalows
- 1925 : Honeymoon Hardships
- 1925 : Who's Your Friend
- 1926 : That's My Baby
- 1926 : Dans la chambre de Mabel (Up in Mabel's Room) de E. Mason Hopper
- 1926 : L'Athlète complet (The Strong Man)
- 1926 : Smith's Visitor
- 1926 : There You Are!
- 1926 : The Cruise of the Jasper B
- 1927 : Rubber Tires
- 1927 : Getting Gertie's Garter
- 1927 : White Gold
- 1927 : Sa dernière culotte (Long Pants) de Frank Capra
- 1927 : No Control
- 1927 : Turkish Delight de Paul Sloane
- 1928 : Skyscraper
- 1928 : The Cop
- 1928 : Power de Howard Higgin
- 1928 : Celebrity
- 1928 : The Spieler
- 1929 : The Flying Fool
- 1929 : Oh, Yeah!
- 1931 : Bad Company
- 1932 : Prestige
- 1932 : Voyage sans retour (One Way Passage)
- 1950 : Les Rois de la piste (The Fireball)
- 1970 : The Delta Factor

### Comme producteur
- 1938 : Quelle joie de vivre (Joy of living)
- 1938 : La Femme aux cigarettes blondes (Trade Winds)
- 1939 : Divorcé malgré lui (Eternally Yours)
- 1940 : Le Poignard mystérieux (Slightly Honorable)
- 1941 : Unexpected Uncle
- 1941 : Weekend for Three

### Comme acteur
Dans ses propres films
- 1932 : Okay, America! : Un homme dans les bureaux du journal
- 1939 : Divorcé malgré lui (Eternally Yours) : Pilote
- 1940 : Le Poignard mystérieux (Slightly Honorable) de Tay Garnett : Reporter
- 1940 : La Maison des sept péchés (Seven Sinners) : un marin ivre
- 1975 : Challenge to Be Free : le vieux Marshal McGee

## Récompenses et distinctions
- 1960 : Nomination au DGA Award du meilleur réalisateur pour la télévision pour Les Incorruptibles.